# Luigi Bobba
Luigi Bobba (Cigliano, 29 maggio 1955) è un politico italiano, ex deputato del Partito Democratico. Il 28 febbraio 2014 è nominato Sottosegretario di Stato al Ministero del lavoro e delle politiche sociali nel Governo di Matteo Renzi. È riconfermato nel Governo di Paolo Gentiloni il 29 dicembre 2016.

## Biografia
Nel 1979 si è laureato in Scienze Politiche all'Università degli Studi di Torino, dove è stato poi ricercatore dal 1979 al 1981.
Giornalista pubblicista, professore a contratto con l'Università degli Studi di Salerno nel 2002. Ha ricoperto il ruolo di Presidente dell'Istituto Ricerche Educative e Formative dal 1997 al 2007, Portavoce del Forum del Terzo Settore dal 1997 al 2000, Presidente Enaip, l'Ente di Formazione Professionale promosso dalle Acli - Associazioni Cristiane Lavoratori Italiani, dal 1999 al 2004.
È stato Segretario di Gioventù Aclista nel periodo dal 1983 al 1986 e poi Responsabile del Settore Lavoro e della Cooperazione delle Acli.
Nel 1994 è stato Vicepresidente Nazionale delle Acli, di cui è diventato Presidente nel novembre 1998 fino al febbraio del 2006. È  stato vicepresidente di Banca Popolare Etica dal 1999 al 2005. 

### Carriera politica
Si è dimesso dalla presidenza delle Acli il 28 febbraio 2006, candidandosi con la Margherita al Senato, al quale è eletto diventando componente della Commissione XI (Lavoro). Dal 2007 al 2009 è, altresì, Segretario Provinciale del Partito Democratico di Vercelli.
Nel 2008 è stato eletto alla Camera dei deputati nelle liste del Partito Democratico, ricoprendo il ruolo di Vice Presidente della Commissione XI Lavoro fino al 2013.
Nel 2013 viene rieletto nel Collegio Piemonte 2 alla Camera dei Deputati e diventa componente della Commissione V Bilancio, Tesoro e Programmazione e della Commissione Parlamentare per l'infanzia e l'adolescenza.
Il 28 febbraio 2014 viene nominato dal Consiglio dei Ministri Sottosegretario di Stato al Ministero del lavoro e delle politiche sociali nel governo Renzi, venendo riconfermato nel Governo Gentiloni il 29 dicembre 2016, con le stesse deleghe. Negli anni di attività al Governo si è dedicato, in particolare, alla riforma del Terzo settore; alla crescita del Servizio civile; all'introduzione del contratto di apprendistato formativo e dell'alternanza scuola-lavoro.
Alle elezioni regionali in Piemonte del 2019 è candidato consigliere nel listino bloccato del candidato presidente del centrosinistra Sergio Chiamparino senza essere eletto a causa della vittoria del candidato del centrodestra Alberto Cirio.

### Altri incarichi
È presidente di Enaip Mozambico Serviços de Formaçao.
È presidente della Fondazione Global Inclusion.
È presidente di Fondazione Terzjus - Osservatorio di diritto del Terzo settore, della filantropia e dell'impresa sociale..
È  componente del CdA di Fondazione Engim e di Fondazione Ciofs Fp.
È  membro del Comitato di indirizzo sxientifico di PoliTo per il sociale
È autore di numerose opere sui temi del lavoro, del welfare e della formazione.

## Opere
- BOBBA, L. e CIONTI, G. (1990) Il lavoro nel Duemila. Tra conflitto e integrazione tracce per una nuova solidarietà, Bologna, EDB;
- BOBBA, L. et al. (1991) Imparare a scegliere, Roma, Edizioni Lavoro;
- BOBBA, L. e DI NUBILA, R. (1992) Progettiamo con la scuola. Manuale d’azione per i rapporti scuola industria, Roma, SIPI;
- BOBBA, L. (1993) Educare i giovani alla politica, Torino, ELLEDICI;
- BOBBA, L. (1993) Fare Impresa. Organizzazioni sociali e imprese no profit, Roma, Idea Duemila;
- BOBBA, L. NANNI A. (1997) Viaggio nel terzo settore. Parlano i protagonisti, Torino, Edizioni Sonda;
- BOBBA, L. et al. (2005) 60 Anni di Acli 1945-2005, Roma, AESSE;
- BOBBA, L. (2005) Agenda del lavoro per l’Italia, Roma, Aesse Comunicazione;
- BOBBA, L. (2007) Il posto dei cattolici, Torino, Einaudi;
- BOBBA, L. (2009) LUIGI BOBBA NON PROFIT intervista di Gabriella Meroni, Brescia, La Scuola